# De Valls Bluff, Arkansas
De Valls Bluff là một thành phố thuộc quận Prairie, tiểu bang Arkansas, Hoa Kỳ. Năm 2010, dân số của thành phố này là 619 người.

## Dân số
- Dân số năm 2000: 783 người.
- Dân số năm 2010: 619 người.